# Gauliga Centre
Pour un article plus général, voir Gauliga.
La Gauliga Centre (en allemand : Gauliga Mitte) fut une ligue de football (de Division 1) imposée par le NSRL en 1933.
Dès leur arrivée au pouvoir en mars 1933, Adolf Hitler et le NSDAP imposèrent une réorganisation administrative radicale (voir Liste des Gaue) à l'Allemagne. Administrativement, les Gaue de Magdebourg-Anhalt, Halle-Mersebourg et de Thuringe remplacèrent l’ancienne province prussienne de Saxe et les États-Libres de Saxe-Anhalt et celui de Thuringe, qui étaient tous des entités de la République de Weimar.
La Gauliga Centre fut démantelée en 1945.

## Généralités
La ligue fut mise sur pied en 1933 par 10 clubs. Elle remplaça les anciennes Oberliga et Bezirksliga qui couvraient précédemment cette région. Les équipes de la Province de Saxe composaient le Mittel-Deutsches Meisterschaft (championnat du Centre allemand).
Lors de sa première saison, la ligue aligna dix clubs qui se rencontrèrent en matches aller/retour. Le champion participa  à la phase finale du championnat, jouée par élimination directe. Les deux derniers classés furent relégués. La ligure conserva le même principe de fonctionnement jusqu’au déclenchement de la Seconde Guerre mondiale en 1939. 
À cause des effets du conflit, il n’y eut plus que huit équipes participantes lors des saisons 1939-1940 et 1940-1941. En 1941, la Gauliga Centre retrouva 10 équipes. Cela ne changea plus jusqu’en 1944.
L’écroulement imminent de l’Allemagne nazie entraîna la fin des compétitions sportives. la Gauliga Centre se réorganisa en six groupes régionaux en vue de la saison 1944-1945. Mais celle-ci ne fut pas menée à son terme en raison de l’avancée de l’Armée rouge dans la région.
Après la capitulation sans conditions de l’Allemagne nazie, le territoire allemand fut divisé en quatre zones d’occupation, réparties entre les Alliés. Il y eut une zone américaine, une française, une soviétique. La région de la Gauliga Centre fut occupée par les Soviétiques.
Les vestiges du nazisme furent balayés par les Alliés qui ne manquèrent pas (à juste titre) de démanteler le NSRL. Toute l’organisation sportive allemande, y compris celle des fédérations et des clubs dut être réinstaurée. 
Du point de vue football, les clubs de cette région se retrouvèrent coupés des autres équipes gérées par la DFB. La guerre froide succéda assez rapidement au second conflit mondial, Les équipes de l’ancienne Gauliga Centre allaient désormais faire partie de la RDA qui organisa la DDR-Oberliga. Sous le joug communiste tous les anciens clubs furent virtuellement dissous et ceux qui perdurèrent reçurent de nouvelles dénominations (dont certaines seront modifiées plusieurs fois par les autorités est-allemandes).
Après la réunification allemande de 1990 plusieurs clubs reprendront leur nom d'avant 1945.

## Clubs fondateurs de la Gauliga Centre
Ci-dessous, les 10 clubs qui fondèrent la Gauliga Bas-Rhin et leur position en fin de saison 1932-1933 :
- FC Wacker Halle, Champion de la Division Saale
- SV 08 Steinach, Champion de la Division Thuringe Sud
- VfL Bitterfeld, Champion de la Division Mulde
- SpVgg Erfurt
- SV Victoria 96 Magdeburg
- SC 95 Erfurt, Champion de la Division Thuringe Nord
- 1. SV Jena 03, Champion de la Division  Thuringe Est
- SV Merseburg 99
- FC Fortuna Magdeburg, Champion de la Division  Elbe
- SC Preußen Magdeburg

## Champions et Vice-champions de la Gauliga Centre
| Saisons | Champions       | Vice-champions             |
| 1933-34 | FC Wacker Halle | SV 08 Steinach             |
| 1934-35 | 1. SV Jena 03   | FC Wacker Halle            |
| 1935-36 | 1. SV Jena 03   | Cricket Viktoria Magdeburg |
| 1936-37 | SV Dessau 05    | FC Thüringen Weida         |
| 1937-38 | SV Dessau 05    | Cricket Viktoria Magdeburg |
| 1938-39 | SV Dessau 05    | 1. SV Jena 03              |
| 1939-40 | 1. SV Jena 03   | SV Dessau 05               |
| 1940-41 | 1. SV Jena 03   | SV Dessau 05               |
| 1941-42 | SV Dessau 05    | 1. SV Jena 03              |
| 1942-43 | SV Dessau 05    | SpVgg Erfurt               |
| 1943-44 | SV Dessau 05    | SpVgg Erfurt               |

## Classement de la Gauliga Centre de 1933 à 1944
| Club                           | 1934 | 1935 | 1936 | 1937 | 1938 | 1939 | 1940 | 1941 | 1942 | 1943 | 1944 |
| ------------------------------ | ---- | ---- | ---- | ---- | ---- | ---- | ---- | ---- | ---- | ---- | ---- |
| FC Wacker Halle                | 1    | 2    | 7    | 9    |      |      |      |      | 3    | 3    | 8    |
| SV 08 Steinach                 | 2    | 3    | 9    |      |      | 3    |      |      |      |      |      |
| VfL Bitterfeld                 | 3    | 9    |      |      |      |      |      |      |      |      |      |
| SpVgg Erfurt                   | 4    | 8    | 5    | 7    | 6    | 9    |      |      |      | 2    | 3    |
| SV Victoria 96 Magdeburg       | 5    | 6    | 8    | 10   |      |      |      |      |      |      |      |
| SC 95 Erfurt                   | 6    | 7    | 10   |      | 10   |      |      |      | 5    | 8    | 4    |
| 1. SV Jena 03                  | 7    | 1    | 1    | 3    | 4    | 2    | 1    | 1    | 2    | 5    | 5    |
| SV Merseburg 99                | 8    | 10   |      | 8    | 3    | 7    | 7    |      |      |      |      |
| FC Fortuna Magdeburg           | 9    |      |      |      |      | 10   |      |      |      |      |      |
| SC Preußen Magdeburg           | 10   |      |      |      |      |      |      |      |      |      |      |
| Magdeburger FuCC Viktoria 1897 |      | 4    | 2    | 5    | 2    | 5    | 5    | 4    | 10   |      |      |
| Sportfreunde Halle             |      | 5    | 3    | 4    | 9    |      | 8    |      |      | 4    | 7    |
| 1. FC 07 Lauscha               |      |      | 4    | 6    | 8    | 8    |      |      |      |      |      |
| SV Dessau 05                   |      |      | 6    | 1    | 1    | 1    | 2    | 2    | 1    | 1    | 1    |
| FC Thüringen Weida             |      |      |      | 2    | 7    | 4    | 3    | 3    | 9    |      |      |
| VfL 1896 Halle                 |      |      |      |      | 5    | 6    | 6    | 6    | 4    | 7    | 9    |
| 1. SV Gera 04                  |      |      |      |      |      |      | 4    | 7    | 8    | 9    |      |
| SpVgg Zeitz 1910               |      |      |      |      |      |      |      | 5    | 6    | 10   |      |
| SC Apolda                      |      |      |      |      |      |      |      | 8    |      |      |      |
| Dessauer SV 1898               |      |      |      |      |      |      |      |      | 7    | 6    | 6    |
| Reichsbahn/VfL Merseburg       |      |      |      |      |      |      |      |      |      |      | 2    |
| Preußen Burg                   |      |      |      |      |      |      |      |      |      |      | 10   |
|                                |      |      |      |      |      |      |      |      |      |      |      |

Source:« Gauliga Mitte », Das deutsche Fussball-Archiv (consulté le 11 avril 2009)
- Note:En 1937, le SV Victoria 96 Magdeburg, en faillite, fusionna avec le Männer-Turnverein (MTV) 1860 Neustadt pour former le VfL 1860 Viktoria Neustadt. fusionna avec le pour former le. Ce club disparut en 1945.

## Sources
- The Gauligas Das Deutsche Fussball Archiv (in German)
- Germany - Championships 1902-1945 sur RSSSF.com
- Die deutschen Gauligen 1933-45 - Heft 1-3 (de) Classements des Gauligen 1933-45, publisher: DSFS

## Sources et liens externes
- The Gauligas Das Deutsche Fussball Archiv (en Allemand)
- Germany - Championships 1902-1945 at RSSSF.com
- Die deutschen Gauligen 1933-45 - Heft 1-3 (de) Classements des Gauligen 1933-45, publisher: DSFS